# Ембієнт-хауз
Ембієнт-хауз (Ambient house) — різновид хауз-музики, що постав близько 1980 року. Напрямок окреслюють як ейсід-хауз з елементами ембієнту. З ейсід-хаузом цей напрямок ріднить помірний темп (англ. midtempo), бас-бочка, що грає четвертними у розмірі 4/4 (англ. four-on-the-floor beats, синтетичною педаллю (synth pads) та синтетичними струнними, а також семплами вокалу у високому регістрі soaring vocal samples).
Композиції цього напрямку, як правило, не спираються на діатонічний центр. Серед основних представників цього напрямку — Juno Reactor, Pete Namlook i Tetsu Inoue. Також у цьому напрямку працювали Biosphere, Global Communication, Orbital Irresistible Force, The KLF, Pete Namlook, The Orb, Spacetime Continuum, System 7, Future Sound of London, Tranquility Bass, Ultramarine.
- Семпл (автор невідомий)ⓘ